# برج سويس ري
برج 30 سانت ماري الفأس أو برج سويس ري (بالإنجليزية: Swiss Re Tower)‏ ناطحة سحاب تستخدم كمكاتب عامة، تقع في لندن، بالمقاطعة المالية تحديدا. تعود ملكيته إلى شركة «سويس ري» السويسرية العملاقة في مجال إعادة التأمين. المبنى ذو ارتفاع 180 م (40 طابق). بنأه يرمز إلى بداية طفرة جديدة بالإنشاءات شاهقة الارتفاع في لندن، حيث يعد سادس أعلى مبنى في المدينة. وهو من تصميم السير نورمان فوستر. تم إنجازه بين عامي 2001 - 2004 بواسطة شركة «سكانسكا» السويدية. هناك فجوات في كل طابق تخدم كنظام تهوية طبيعية لكل المبنى. تكسو البرج طبقة مزدوجة من الزجاج، حيث ينحصر الهواء في طبقتي الزجاج حيث يتم عزل الفضاء الداخلي للمكاتب.

## تاريخ الموقع
تقع البناية الحالية على موقع سابق لبناية أخرى باسم (Baltic Exchange)، ويعتبر الموقع المقر الرئيسي لسوق عالمي خاص بالسفن والمعلومات عن الشحن.وفي 10 أبريل من 1992 حصل انفجار قريب من الموقع مما أدى إلى تعرض المبنى (Baltic Exchange) إلى أضرار بالغة وكذلك عدد من الابنية المجاورة له.
كما ان مدينة لندن كانت تسعى إلى إعادة البناية بشكل يحافظ على تراث المدينة والواجهة التاريخية لشارع (St Mary Axe) لكن بعد الملاحظات العديدة تم الاتفاق بان إعادة ترميم البناية غير مجدي بسبب الأضرار العديدة لذا قررت المدينة ان تبيع الموقع إلى (Trafalgar House) في 1995 وتم بحذر ازالة جميع بقايا المبنى الا انه تم حفظ الجزء الداخلي والواجهة للبناية املا في استعمالها لاحقا.
وقد قدم (Trafalgar House) في 1996 مشروع تصميم (Millennium Tower) لكن بعد طرح المشروع تم في النهاية رفضه لأسباب متعددة منها عدم ملائمة ابعادة أو ارتفاعه للمقياس المتواجد في المنطقة كما توقعو ان يسبب المقترح التصميمي اضطراب لحركة مطار المدينة وهيثرو.

## التصميم وأعمال الإنشاءات
اكملت شركة «سكانسكا» بناء المبنى في ديسمبر 2003، وتم افتتاحه في نسيان 2004. يستخدم المبنى طرق عديدة لتوفير الطاقة، حيث يستهلك البرج نصف طاقة أي برج مماثل له. توجد فجوات في كل طابق تعمل كنظام للتهوية الطبيعية بالمبنى. البرج معزول بطبقتين من الزجاج تحصر بينها الهواء محققة عزل فعال للفضاء الداخلي للمكاتب.
وتعمل المناور على سحب الهواء الدافئ من المبنى صيفا، وتدفأته شتاء من خلال نظام التدفئة الشمسي السلبي، هذه المناور أيضا تسمح لأشعة الشمس بالمرور إلى داخل المبنى جاعلة العمل داخل البرج أكثر متعة، بالإضافة لخفض تكاليف الإضاءة.

## وصلات خارجية
- الموقع الرسمي

1. ↑  مُعرِّف مشروع في موقع "أرش إنفورم" (archINFORM): 14020. مذكور في: أرش إنفورم. الوصول: 31 يوليو 2018. لغة العمل أو لغة الاسم: الألمانية.
2. ↑  مُعرِّف مشروع في موقع "أرش إنفورم" (archINFORM): 14020. مذكور في: أرش إنفورم. الوصول: 5 نوفمبر 2018. لغة العمل أو لغة الاسم: الألمانية.

مراجع